# Сан-Домингуш-де-Ана-Лора
Сан-Домингуш-де-Ана-Лора (порт.  São Domingos de Ana Loura) — фрегезия (район) в муниципалитете Эштремош округа Эвора в Португалии. Территория — 16,33 км². Население — 436 жителей. Плотность населения — 26,7 чел/км².